# Henri Giscard d'Estaing

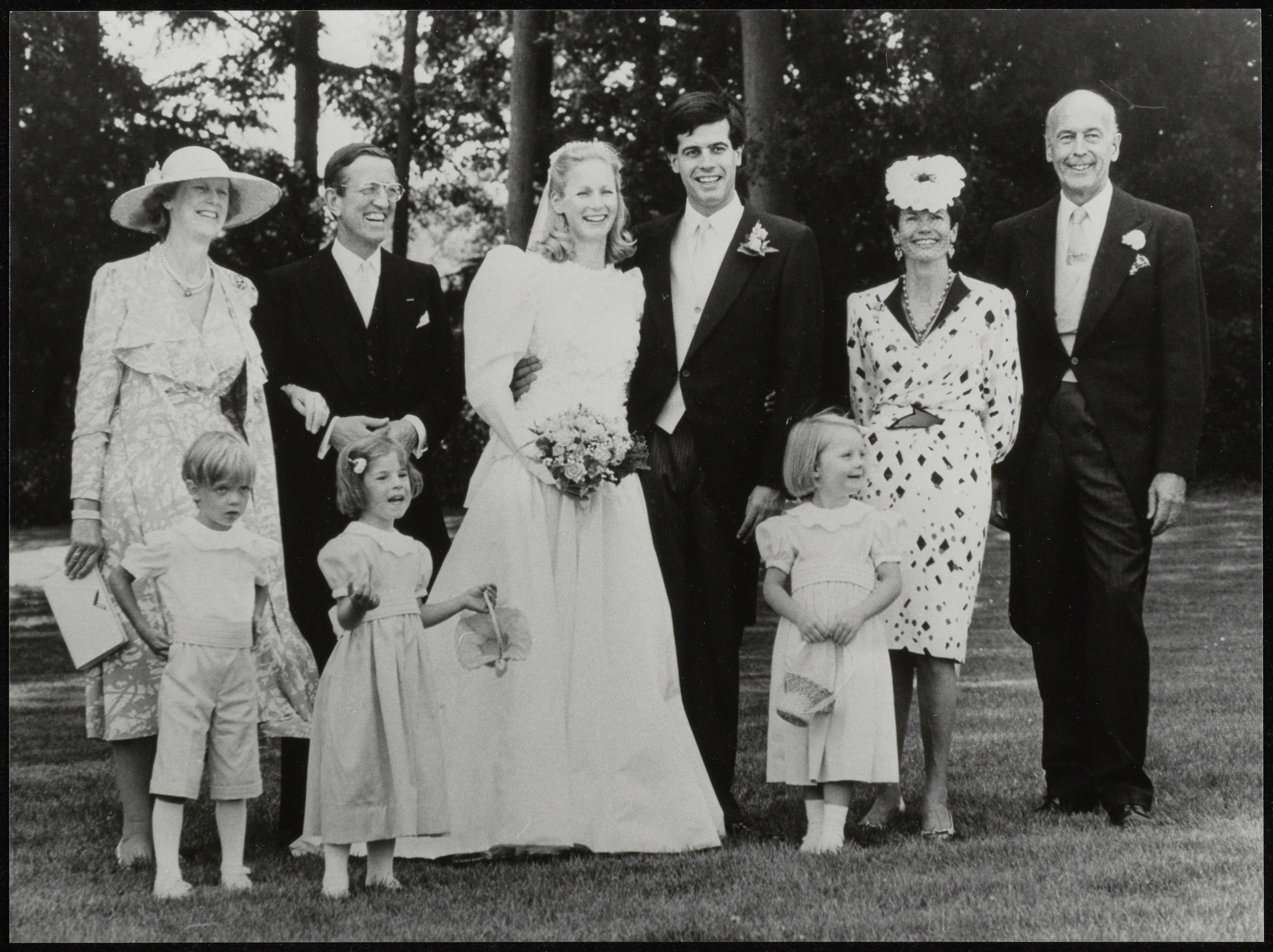
Giscard d’Estaing (bovenste rij, derde van rechts) op zijn huwelijk met Wilhelmine Jeanne Mathilde Elisabeth Sickinghe in 1984. Op de foto Valéry Giscard d'Estaing (uiterst rechts), Marguerite Cornélie van Eeghen (uiterst links) en Feyo Onno Joost Sickinghe (bovenste rij, tweede van links)

Henri Marie Edmond Valéry Giscard d'Estaing (Parijs, 17 oktober 1956) is een Franse zakenman, ondernemer en voormalig politicus. Hij is de oudste zoon van Valéry Giscard d'Estaing, 20e president van Frankrijk. Hij is de voorzitter en CEO van Club Med. 

## Leven
Giscard d'Estaing werd geboren in het 15 arrondissement van Parijs. Hij is de oudste zoon van Valéry Giscard d'Estaing en Anne-Aymone Sauvage de Brantes (1933), de tweede van vier broers en zussen. Zijn broer Louis Giscard d'Estaing (1958) was lid van de Nationale Vergadering van Frankrijk. Sinds 2005 is Louis burgemeester van Chamalières en sinds 2016 regionaal raadslid van Auvergne-Rhône-Alpes.
Na zijn middelbareschooltijd studeerde Giscard d'Estaing aan het Parijse Instituut voor Politieke Studies, waarna hij een master in economie behaalde aan de Universiteit van Paris-Panthéon-Assas.
Giscard d'Estaing trouwde in 1984 met jonkvrouw Wilhelmine (Ina) Jeanne Mathilde Elisabeth Sickinghe (1956). Zij is een telg uit het Nederlandse oud adellijke geslacht Sickinghe en een dochter van jhr. mr. Feyo Onno Joost Sickinghe (1926-2006) en Marguerite Cornélie van Eeghen (1928-2016). Samen kregen zij drie kinderen: Frédéric (1986), Sophie (1989) en May (1991). Prins Amedeo van België was getuige op het huwelijk van Frédéric in 2016.

## Als politicus
In 1979 werd hij verkozen tot raadslid van Loir-et-Cher (vertegenwoordiger van het kanton Marchenoir). Als 22-jarige was hij de jongste die in deze functie in Frankrijk werd gekozen. Tot 1992 nam hij deel aan de departementsvergaderingen. Hij nam deel aan de militaire parade van 14 juli 1980, verkleed als tankcommandant in het bijzijn van zijn vader, de toenmalige president van de Franse Republiek. Hij hielp hem tijdens de presidentiële campagne van 1981 door leider te worden van de Young Giscardians Movement.

## Als bestuurder en zakenman
Giscard d'Esating begon zijn carrière in 1982 als part-time mederwerker bij Cofremca. Hij werd uiteindelijk managing partner en zou zich uiteindelijk richting op onderzoek dat zich bezighield met veranderingen in de voedselconsumptie van Frankrijk. In 1987 trad hij in dienst bij de BSN-groep (wat in 1994 opging in Danone). Hier was hij achtereenvolgens directeur van ontwikkeling (1987-1990), CEO van het Britse dochterbedrijf HP Food Lea and Perrins, CEO van Evian en CEO van de mineraalwater divisie van Danone. 
Van 2001 tot aan de verkoop was hij voorzitter van de raad van bestuur van Jet Tours. In 2004 werd hij aangesteld als bestuurder van de Casino Group en in 2006 werd hij lid van de raad van commissarissen van Vedior. Van 2008 tot 2020 was hij commissaris bij Randstad. In 2017 werd hij Global Partner van de holding Fosun International en plaatsvervangend CEO, vice-voorzitter en uitvoerend directeur van de raad van bestuur. Sinds november 2022 is hij Co-CEO van Fosun. Sinds april 2018 is hij lid van de Raad van Advies van het Boao Forum voor Azië. Ook is hij vice-voorzitter van de World-Tourism-Alliance (WTA).

### Club Med

Het logo van Club Méditerranée

In 1997 trad hij in dienst bij Club Méditerranée als senior vice-president verantwoordelijk voor financiën, ontwikkeling en internationale betrekkingen, en als lid van de raad van bestuur van het bedrijf. In 2002 werd hij CEO en voorzitter van de Raad van Bestuur. Hij volgde daarmee Philippe Bourguignon op, die het jaar daarop aftrad. Vanaf 2002 werd hij voorzitter en CEO. Hij probeerde de groep, die financiële moeilijkheden verkeerde, weer op de rails te krijgen door Club Med te herpositioneren richting het hogere segment en door de dochterondernemingen Jet Tours te verkopen aan Thomas Cook en Club Med Gym aan de familie Benetton.